# Патријарх српски Димитрије
Патријарх српски Димитрије (световно име Димитрије Павловић; Пожаревац, 28. октобар 1846 — Београд, 6. април 1930) је био српски патријарх и 39. врховни поглавар Српске православне цркве, од 1920. до 1930. године, пре тога је био београдски митрополит од 1905. до 1920. године.
Његово пуно име и титула гласили су Његова светост архиепископ пећки, митрополит београдско-карловачки и патријарх српски господин г. Димитрије.

## Биографија
Рођен је 16/28. октобра 1846. године у Брежану крај Пожаревца. Пореклом је са Косова. У великој породици гдје је вјечито владала оскудица једва је успио да се ишколује и та потом брине о својој браћи и сестрама. Школовао се у Пожаревцу, потом у Великом Селу и у Београду гдје је завршио пети разред гимназије. Завршио је Богословију у Београду 1868. Потом је једно време радио као учитељ у Брзану. Рукоположен је у чин ђакона и презвитера 1870. Као свештеник службовао је у цркви у Лапову. Био је ожењен Јелицом, ћерке свештеника из Лапова Луке Радовановића и Кате. Остао је удовац свештеник 1873. године и 1874. уписао студије на Великој школи у Београду. Професор београдске Богословије постао је 1882. године. Са тог положаја изабран је за епископа нишког 8. новембра 1884. На том положају остаје до 1889, тада по повратку митрополита српског Михаила у Србију, повлачи се са положаја и одлази у Француску. У Француској је наставио студије књижевности и филозофије.
После смрти митрополита Михаила, поново се враћа у Србију и постаје епископ шабачки, на овом положају био је у периоду 1898—1905. После смрти митрополита српског Инокентија (1905) изабран је за новог митрополита српског. Његова пуна титула је била архиепископ београдски и митрополит Србије.
За време Првог светског рата прошао је страдања са српским народом и војском, и преко Албаније стигао на Крф.
После завршетка Првог светског рата и стварања Краљевства Срба, Хрвата и Словенаца, све српске епархије су се нашле у овој држави. У мају 1919. у Београду су се састали епископи свих делова некадашње Пећке патријаршије и прогласили, сада у новој држави, духовно и административно јединство. Стекли су се сви услови да некадашња Пећка патријаршија, укинута 1766. године буде обновљена. Нова државна власт на челу са краљем Петром I дала је сагласност. Српска црква се обратила Цариградској патријаршији као мајци цркви и упознала ја са новим околностима у којима се нашла, а са жељом да се патријаршија обнови. Цариградска патријаршија је то одобрила, издала је одговарајући Томос. Одржан је потом Архијерејски сабор у Сремским Карловцима 30. августа/12. септембра 1920, на коме је донета одлука да се Српска црква уздигне на степен патријаршије. Први српски патријарх обновљене Патријаршије био је митрополит Србије Димитрије.
Укупно, био је нишки епископ (1884—1889), шабачки епископ (1898—1905), митрополит Србије (1905—1920) и патријарх српски (1920—1930).
Основао је епархију у Чехословачкој и хиротонисао Горазда Чешког, као епископа чешко-моравског 25. септембра 1921. Епископа Горазда стрељали су Немци 4. септембра 1942. године у прашком предграђу Кобилиси, а потом га спалили у крематоријуму. Осим Чешко-моравске за време његове владавине основане су и Америчко-канадска и Бихаћка епархија и обновљена стара Браничевска епархија.
У београдској Саборној цркви венчао је краља Александра I Карађорђевића и краљицу Марију у четвртак 8. јуна 1922. године, уз саслужење још четири епископа.
Одобрио је основна начела и подржао рад „Народне хришћанске заједнице“ (познатије као богомољачки покрет). Овај покрет основао је Св. владика Николај и имао је за циљ да изврши морални препород српског народа свих слојева и да шири јеванђелску науку. Почетком 1922. покренут је и часопис „Православна Хришћанска Заједница“, покренута је и издавачка делатност и до 1941. су објавили преко 100 књига. Патријарх Димитрије се убрзо по оснивању прихватио духовног вођства овог покрета.
Патријарх Димитрије, на дан 500-годишњице смрти деспота Стефана Лазаревића, 1927. године, одслужио је архијерејску литургију на којој је новоуспостављеном свецу одржан молебан и отпеван канон. За ту прилику патријарх је написао „Службу Светом Стефану“ у којој се каже да је Стефан био велики верник и градитељ цркава, ратник и дипломата, књижевник и градитељ, а главно дело непрестано давање милостиње и често читање божанских књига. Дневни лист „Политика“ обавештава да је одслужена литургија у Саборној цркви, отпеван је канон новопосвећеном, а затим прошла литија Београдом на којој је деспот Стефан „први пут споменут као светитељ“. Међутим канонизација је учињена самосталном вољом патријарха и Архијерејски сабор је тада није прихватио.
Бавио се и књижевним радом, припремио је издање Хиландарског типика Светог Саве. Помогао је подизање Храма Светог Димитрија у селу Ратковићу и Храм Покрова Богородице у Београду.
Патријарх Димитрије је умро у 14 сати и 15 минута 6. априла 1930. у Београду и сахрањен 10. априла у манастиру Раковици. У његово заоставштини пронађени су мемоари који до сада нису објављени.
Његов наследник на трону патријарха српског био је патријарх српски Варнава (Росић).

## Одликовања
- Орден Светог Саве, Велики крст (Краљевина Србија)
- Орден Скендербега, Велики крст, (Краљевина Албанија)[6]